# María Félix: La Doña

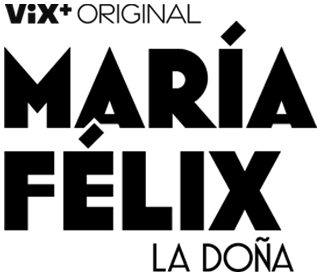
Logo da série María Félix La Doña

María Félix: La Doña é uma série de televisão na web biográfica mexicana produzida por Carmen Armendáriz para TelevisaUnivision. Ele estreou no serviço de streaming Vix+ em 21 de julho de 2022. A série conta a história da atriz e cantora mexicana María Félix, com base em relatos e depoimentos de pessoas próximas a Félix.
Protagonizada por Sandra Echeverría, Ximena Romo e Abril Vergara, que retratam María Félix em diferentes fases de sua vida.

## Elenco
- Sandra Echeverría  como María Félix
  - Ximena Romo como María Félix (joven)
  - Abril Vergara como María Félix (niña)
- Guillermo García Cantú como Bernardo Félix Flores
- Úrsula Pruneda como Josefina Güereña Rosas
- Emiliano González como Pablo «El Gato» Félix
- Aída López como Jana
- Iker Madrid como Ernesto Alonso
- Markin López como Francisco Vázquez Cuellar
- Claudio Lafarga como Enrique Álvarez
- Epy Vélez como Bibi
- Ana Bertha Espín como la Sra. Paz
- Helena Rojo como la Sra. Russek
- Axel Ricco como Gabriel Figueroa
- Joshua Gutiérrez como Pedro Armendáriz
- Juan Martín Jáuregui
- Eduardo Manzano como Rómulo Gallegos
- Ramón Medina como Emilio «El Indio» Fernández
- Enoc Leaño como Diego Rivera
- Ximena Ayala como Frida Kahlo
- Constantino Morán
- Ximena Tello de Meneses como Chepa Félix de adolescente
- Alejandro Raffael
- Andrea Ornellas
- Marco Antonio Argueta
- Jerónimo del Toro
- Tamara Yazbek como Carlota
- María Andrea Araujo como Chepa Félix de joven
- Andrea Montalvo
- Gerardo Murguía como el Dr. Mario del Río
- Jorge de Marín
- Mateo Figueroa
- Mariel Ocampo como Magnolia Rivas Negrete
- Alberto Casanova como Palacios
- Gastón Calvario como Francisco Vásquez Cuellar
- Mauricio Salas como Jorge Negrete
- Raúl Adalid como Miguel Zacarías
- Rodrigo Magaña como Agustín Lara
- Óscar Narváez
- Ana Sofía Sánchez como Gloria Marín
- Ángel Zozaya
- Víctor Báez como Licenciado
- Edgar Wuotto como Roberto
- Elsa Ortiz como Dolores del Río
- Eduardo Victoria
- Raquel Robles como Rebeca Uribe
- Magali Boysselle como Raquel
- Rubén Herrera como Fernando de Fuentes
- Jerónimo Guerra como Enrique Álvarez Félix de adolescente
- Cassandra Aguilar
- Maricela García
- Juan Alejandro Ávila
- Christopher Fragoso como Maximino Ávila Camacho
- Mikael Lacko
- Luis José Sevilla
- Violeta Santiago
- Nicolás Krinis
- José Jaime Orozco
- Francisco Javier Chapa

## Produção
A série foi anunciada em 16 de fevereiro de 2022, durante a apresentação da plataforma Vix+Vix+ e foi confirmada como uma das primeiras produções originais para a referida plataforma. para o seu lançamento.